# Грехова, Нина Митрофановна
Нина Митрофановна Грехова (род. 16 октября 1941, село Барышево, Новосибирская область) — русский советский поэт.

## Биография
Родилась в семье школьного учителя. Окончила Новосибирский педагогический институт.
Печатать стихи на профессиональном уровне начала с 15 лет. Стихи публиковались в журналах «Смена», «Сибирские огни», «Юность». Первая книга стихов «Старт» вышла в 1964 году.
Поэзия Греховой впечатляет неожиданностью образов и утонченной лиричностью:

Под солнечным куполом дня

Я вижу мерцание звезд.

Пожалуйста, верьте в меня.

Как верят в качнувшийся мост!

Её имя, в биографическом и библиографическом порядке, упоминается в следующих источниках: «Советская Сибирь» — 1961. — 13 мая. — С. 3; Яновский Н. Н., «Русские писатели Сибири XX века», Новосибирск, 1997. — с. 52; «Календарь знаменательных и памятных дат по Новосибирской области», 2001 год. — С. 100.
Долгие годы являлась руководителем литературного объединения при газете «Молодость Сибири» (Новосибирск).
В настоящее время живет в Испании.

## Сноски
1. ↑  РНБ|Генеральный алфавитный каталог книг на русском языке (1725—1998) \ (35). Дата обращения: 7 июля 2012. Архивировано 4 марта 2016 года.
2. ↑  РНБ|Генеральный алфавитный каталог книг на русском языке (1725—1998) \ (34). Дата обращения: 7 июля 2012. Архивировано 4 марта 2016 года.
3. ↑  РНБ|Генеральный алфавитный каталог книг на русском языке (1725—1998) \ (31)
4. ↑  РНБ|Генеральный алфавитный каталог книг на русском языке (1725–1998) \ (36)
5. ↑  РНБ|Генеральный алфавитный каталог книг на русском языке (1725—1998) \ (32)
6. ↑  РНБ|Генеральный алфавитный каталог книг на русском языке (1725—1998) \ (37)
7. ↑  РНБ|Генеральный алфавитный каталог книг на русском языке (1725—1998) \ (33)